# Oliver Beene
Oliver Beene fue una sitcom de la televisora americana. Desarrollada entre 1962 y 1963, el show marcaba las crónicas y dificultades desde una perspectiva en primera persona de Oliver, un niño entre 11 y 12 años. 
Fue lanzado por primera vez al aire el 9 de marzo del 2003 como un reemplazo para el programa de FOX, Futurama. La primera temporada fue relativamente exitosa, hecho que garantizo su regreso para una segunda temporada. Sin embargo, el pobre índice de audiencia de esta segunda temporada provocó la cancelación del show en septiembre de 2004, con dos últimos episodios sin ser transmitidos (el último episodio fue transmitido el 12 de septiembre del 2004).

## Argumento
Protagonizado por Grant Rosenmeyer, Oliver (nacido en 1951), intenta mantener la estabilidad de su impredecible familia. El padre de Oliver, Jerry (Grant Shaud) pasa sus días perforando dientes como dentista, mientras que su madre (Wendy Makkena) intenta jugar el rol de la tradicional ama de casa. El hermano de Oliver, Ted (Andrew Lawrence) es un chico duro y mujeriego. Oliver hace más soportable su vida gracias a sus amigos Michael (Taylor Emerson), Joyce (Daveigh Chase) y su amor Bonnie (Amanda Michalka), quien aparece en los momentos más embarazosos de Oliver. El narrador, un viejo Oliver reflejando sus experiencias, le da la voz David Cross. Ambos hermanos también estaban enamorados de Elke (Maggie Grace), una niña sueca que vivía en el mismo edificio que ellos. Normalmente, en los episodios ocurren interrupciones por escenas retrospectivas y escenas a futuro.
- Datos: Q1467732